# Asociación de maestros Rosa Sensat
La Asociación de Maestros Rosa Sensat (Associació de mestres Rosa Sensat) es una asociación de maestros y educadores de Cataluña (España). que tiene como objetivo la mejora de la calidad de la enseñanza y de la educación en general. Es una asociación de base, no lucrativa y no gubernamental.
Se creó en el año 1965 como Escuela de Maestros Rosa Sensat, adoptando la denominación actual en 1980. La asociación fue impulsada por la destacada pedagoga Marta Mata. En abril de 2010 la asociación fue galardonada con la Creu de Sant Jordi por parte de la Generalidad de Cataluña.
Oferta cursos de formación para maestros (destacan sus escuelas de verano), acoge diversos grupos de trabajo, organiza jornadas y debates, y dirige diversas publicaciones de reconocido prestigio: Perspectiva Escolar, Infància, Infancia, Infància a Europa e Infancia latinoamericana. 